# Nippenburg (Adelsgeschlecht)

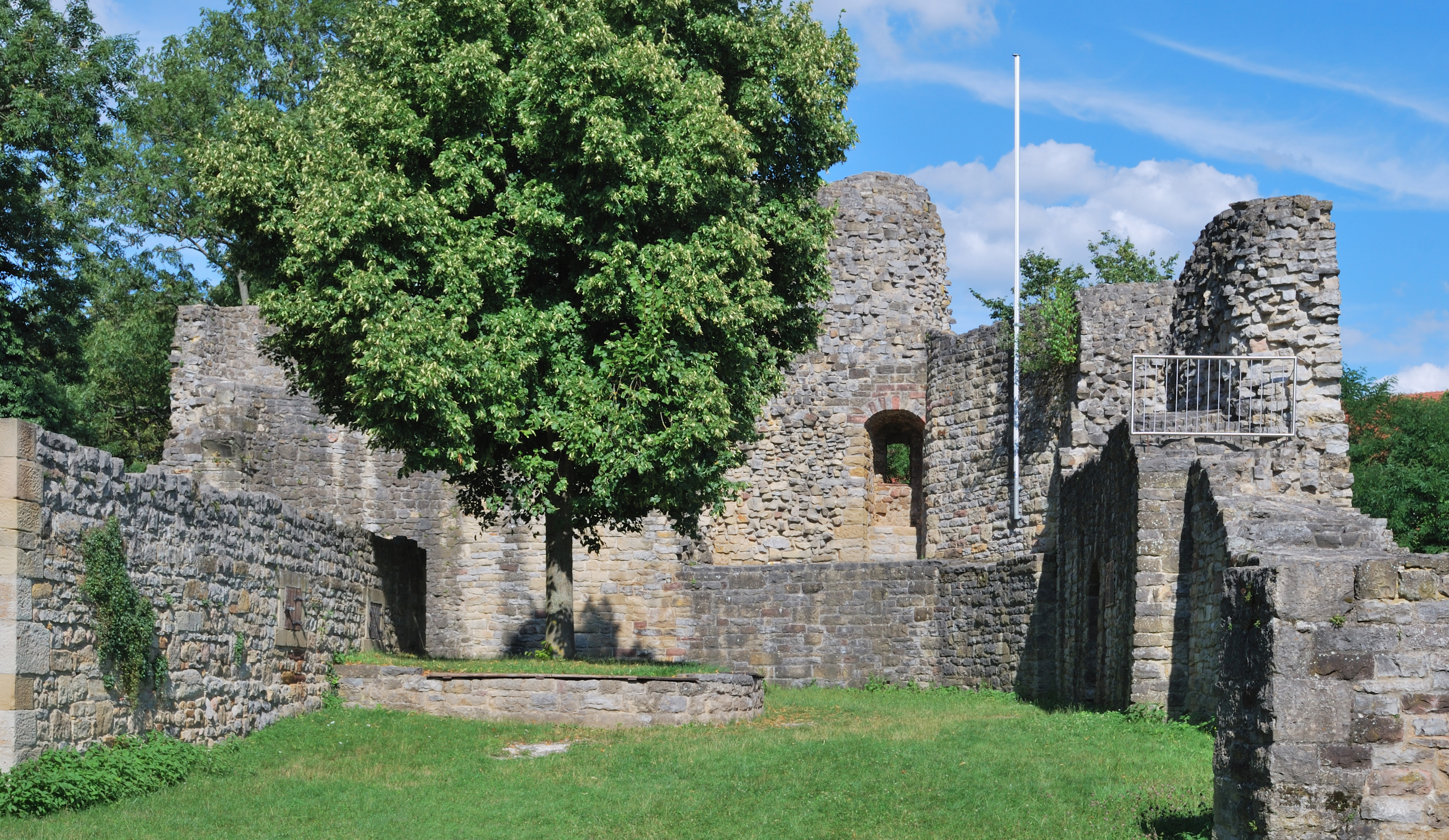
Stammsitz: Nippenburg bei Schwieberdingen

Die Herren von Nippenburg (auch Nyppenburg) waren Freiherren und Ritter, die ihren namengebenden Sitz auf der Nippenburg südlich von Schwieberdingen im baden-württembergischen Landkreis Ludwigsburg hatten. Sie waren Vasallen der Pfalzgrafen von Tübingen, der Grafen von Vaihingen und insbesondere der Grafen von Württemberg.

## Geschichte

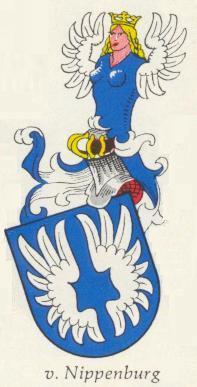
Wappen der Ritter von Nippenburg „mit geöffnetem Adlerflug“

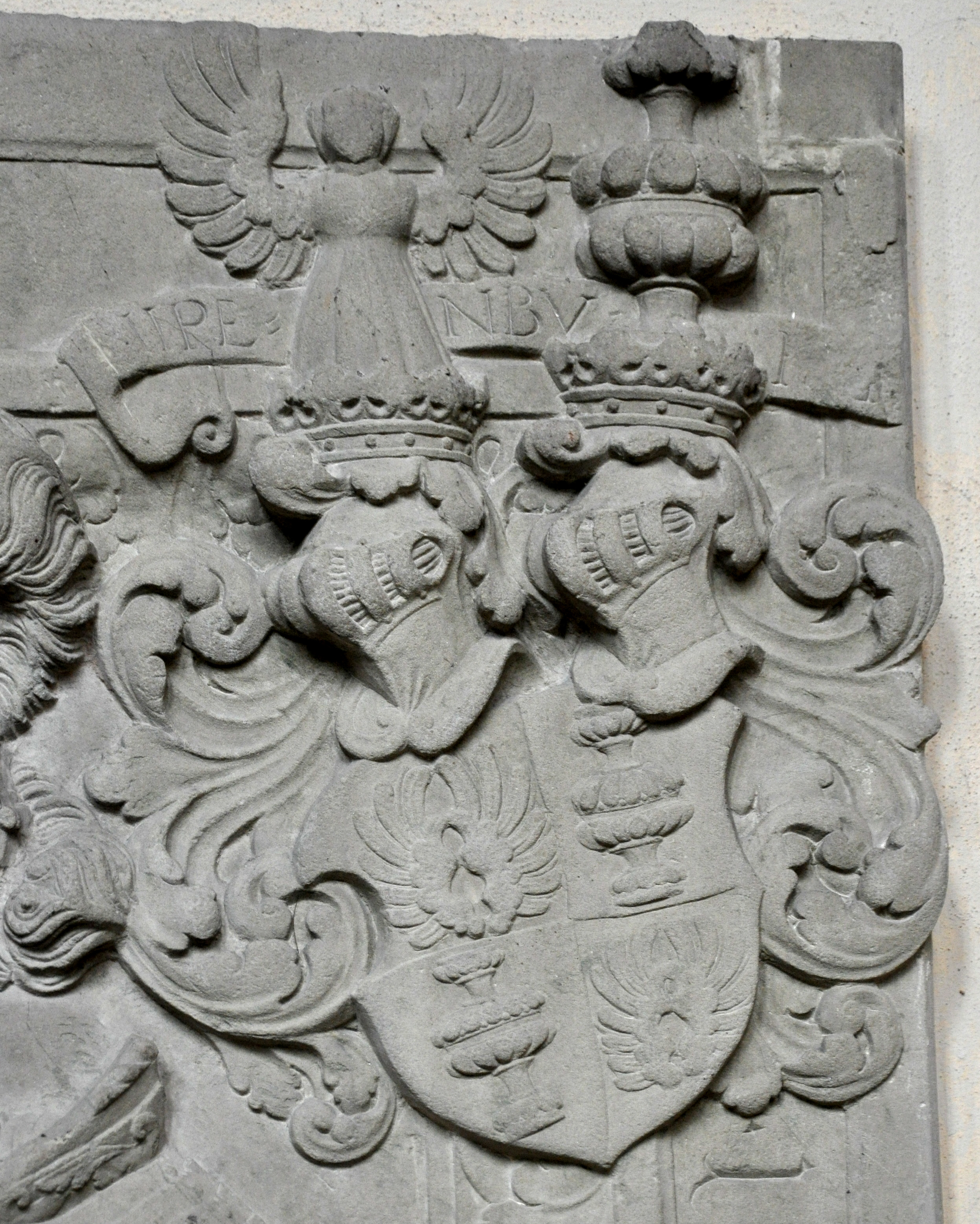
Gebessertes Wappen des Erbschenken Philipp von Nippenburg mit Schenkenbechern

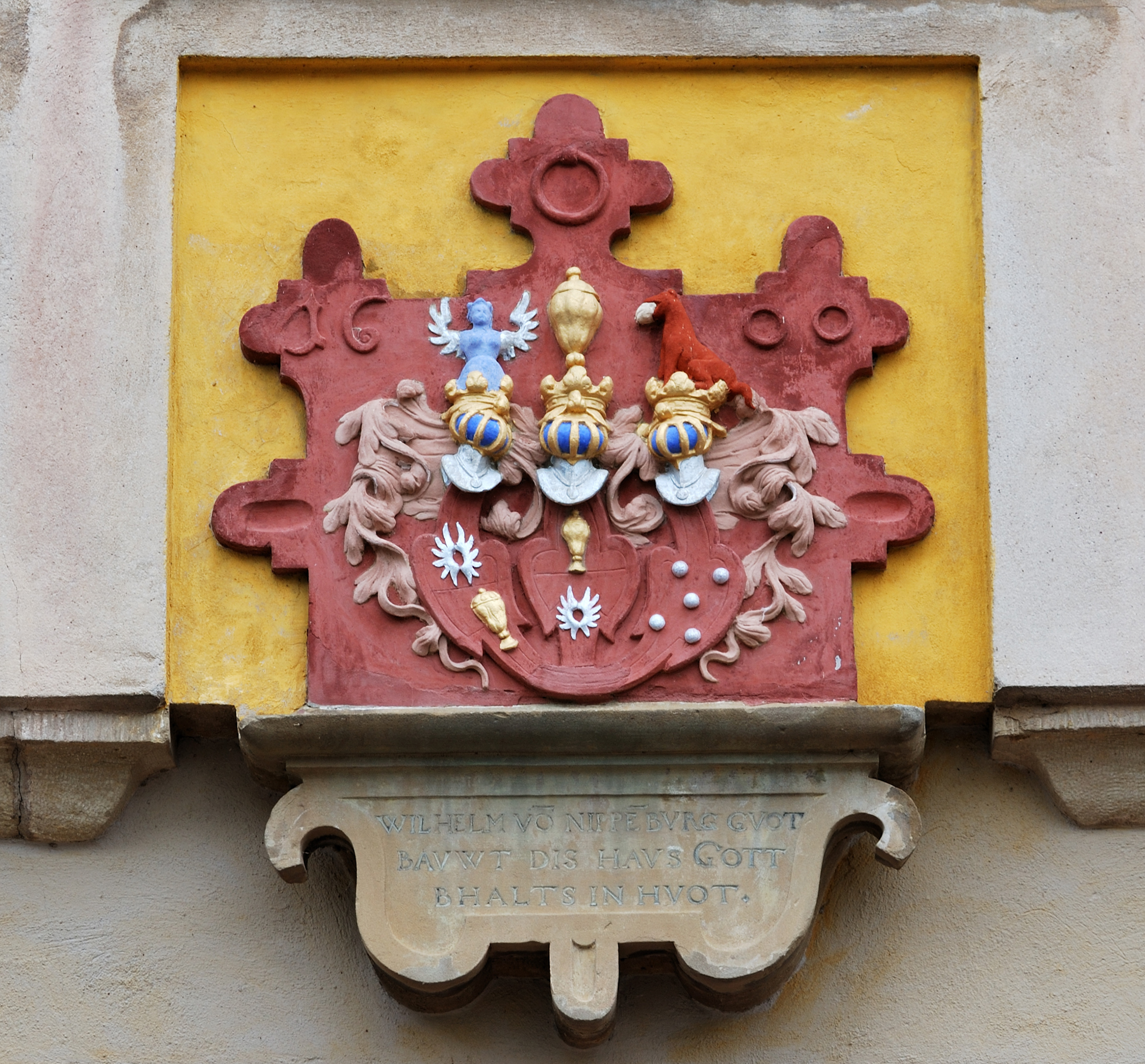
Allianzwappen Nippenburg – Flehingen am Herrenhaus

### Erste Repräsentanten
Ein Ritter Wilhelm von Nippenburg, der im Jahr 948 an Reiterspielen in Konstanz teilgenommen haben soll, gilt als Fälschung in Georg Rüxners Turnierbuch.
Urkundlich belegbar ist das Geschlecht der Herren von Nippenburg 1275, als ein Ritter namens Fridericus de Nippenburc als Zeuge in einer von den Grafen Rudolf von Tübingen-Herrenberg und Ulrich von Tübingen-Asperg gesiegelten Urkunde aufgeführt wurde. 1276 bezeugte ein Domherr Dietherus de Nippenburg auf dem Marienberg über Würzburg eine Urkunde von Bischof Berthold II. von Sternberg. 1283 fand auf der Nippenburg ein prominentes Stelldichein statt: Gäste Friedrichs von Nippenburg (dictus Urrus de Nippenburc) waren der niederschwäbische Reichslandvogt Graf Albrecht II. von Hohenberg, Graf Eberhard I. von Württemberg, Graf Konrad III. von Vaihingen und der Stiftspropst Dietrich von Beutelsbach sowie zahlreiche Geistliche, Edelfreie und Ministeriale überwiegend aus dem Gebiet zwischen Sindelfingen und Pforzheim, die hierbei allesamt einen Erbvergleich der Herren von Nippenburg mit den Herren von Enzberg um die Burg Kapfenhardt bei Weissach bezeugten.

### Lehensherren und Besitzrechte
Die Nippenburger waren zunächst den Pfalzgrafen von Tübingen und deren Seitenlinie von Tübingen-Asperg, aber auch den Grafen von Vaihingen und ab 1308 insbesondere den Grafen von Württemberg als Lehnsleute verbunden. Einzelne Mitglieder des weit verzweigten Familienstamms erschienen im Laufe der Geschichte jedoch auch als badische sowie hohenlohesche Vasallen. 1340 wurde Friedrich von Nippenburg einer von acht gemeinen (nicht fürstlichen) Gewährsleuten für den von Kaiser Ludwig ausgerufenen Landfrieden. 1364 war Fritz von Nyppenburg Bürge für den Mainzer Erzbischof Gerlach von Nassau.
Im 14. Jahrhundert hatten die Herren von Nippenburg bereits an sehr vielen Orten Rechte und Besitz, der sich im Laufe des 15. Jahrhunderts erweiterte. Ihre verstreuten Eigengüter und Lehen lagen in einem weiträumigen Gebiet, das vom Korngäu und Schönbuch im Süden bis ins Zabergäu im Norden sowie vom Pforzheimer Raum im Westen bis ins Remstal im Osten reichte: Öfters genannt werden Güter in den Orten
- Weissach und Flacht, Wurmberg, Wiernsheim, Iptingen, Ensingen, Großglattbach, Bromberg und Oberriexingen im ehemaligen Amt Vaihingen,
- Hemmingen, Heimerdingen, Hirschlanden, Schöckingen und Ditzingen im ehemaligen Amt Leonberg,
- Oßweil, Münchingen, Vöhingen, Schwieberdingen, Grüningen und Unterriexingen im ehemaligen Amt Grüningen,
- Obertürkheim, Untertürkheim, Brie und Niederhofen im ehemaligen Amt Cannstatt sowie
- bei Backnang (Kuhnweiler, Matzenhart), Waiblingen und Brackenheim.[8]

Zeitweise hatten sie auch die Burgen in Kleiningersheim, Ditzingen und Unterriexingen, die Burg Altsachsenheim über Untermberg und die Burg Bromberg im Kirbachtal in ihrer Hand. Seitenlinien kamen auch im Zabergäu, im Heilbronner Umland und um Wiesloch zu Besitz. Unter den Ehen der Nippenburger finden sich häufig Verbindungen mit den Geschlechtern von Gemmingen, von Venningen, von Sachsenheim, Nothafft, von Reischach und nicht zuletzt mit Angehörigen der mittlerweile weit verzweigten, eigenen Familie von Nippenburg selbst. Diese einzelnen Linien benannten sich nach ihren jeweiligen Sitzen, etwa wie die von Nippenburg zu Backnang, zu Schöckingen, zu Heimerdingen, zu Unterriexingen oder die zu Brackenheim.
Einige Töchter wurden in den Klöstern Rechentshofen und Frauenalb untergebracht. Zahlreiche Nippenburger studierten an den Universitäten von Heidelberg oder Tübingen und schlugen dann häufig eine geistliche Laufbahn ein. So war ein Friedrich von Nippenburg um 1404 Dekan des Kollegiatstifts an der Peterskirche in Wimpfen im Tal.

### Aufstieg im 15. Jahrhundert
1437 war Hans der Ältere von Nippenburg Rat des Grafen Ludwig von Württemberg-Urach. 1448 war Johann von Nippenburg Deutschordens-Comthur zu Heilbronn. 1488 traten die Ritter von Nippenburg aufgrund einer kaiserlichen Aufforderung dem Schwäbischen Bund bei, der aus dem Zusammenschluss der Rittergesellschaft Sankt Georgenschild und einiger Reichsstädte entstand. Da der Bund dem Reich unmittelbar unterstand, erlangten sie durch den Beitritt größere Unabhängigkeit von ihrem Landesherrn. Neben dem Ausbau und der Festigung ihrer weltlichen Macht waren die Herren von Nippenburg auch bestrebt, kirchlichen Einfluss zu erlangen. So war Friedrich von Nippenburg 1306 der erste namentlich bekannte Kirchherr der Schwieberdinger Georgskirche und besaß dadurch Mitspracherechte bei der Vergabe der kirchlichen Ämter. Im 14. Jahrhundert wurden die Nippenburger auch Kirchherren im alsbald wüst gefallenen Vöhingen östlich von Schwieberdingen. Als Kirchherren und zu einem Drittel auch Ortsherren von Schwieberdingen beauftragten die Nippenburger hier verschiedene Baumaßnahmen: 1481 ließ Hans von Nippenburg das „Vöhinger Kirchle“ noch einmal ausbessern. 1489 begann die Arbeit am Schiff der Georgskirche, um 1495 der Neubau ihres Chors. Außerdem sind der Bau des Wasserschlosses 1508 und der Schlossscheuer 1565 auf sie zurückzuführen.

### Philipp von Nippenburg
Als einziger seines Geschlechts stieg der 1458 geborene und mit Clara Spät verheiratete Philipp von Nippenburg in höchste Staatsämter auf. 1498 wurde er als Rat in die württembergische Regierung berufen. 1501 war er bereits herzoglich württembergischer Haushofmeister. Bei der Hochzeit Herzog Ulrichs von Württemberg ging er 1511 dessen Braut Sabina von Bayern voran und bewirtete den Fürstentisch. Während der Zeit des Armen Konrads war er einer der wichtigsten Berater an der Seite von Herzog Ulrich, der ihn daraufhin im Jahr 1515 mit dem Erbschenkenamt im Herzogtum Württemberg belehnte. Das Wappen der Nippenburger, zuvor ein geöffneter Adlerflug auf blauem Grund, wurde von da an als gevierter Schild um zwei Schenkenbecher erweitert. Spätestens ab 1518 war Phillip von Nippenburg als Landhofmeister oberster Verwalter des herzoglichen Eigenguts und Haushalts und hatte neben dem rechtskundigen Kanzler Ambrosius Volland maßgeblichen Einfluss auf die Regierungsgeschäfte. Als der Schwäbische Bund Herzog Ulrich nach dessen Annexion der Reichsstadt Reutlingen 1519 den Krieg erklärte, sagten sich Philipp, Ludwig, Sebastian und Hans von Nippenburg vom Bund los. Dass Philipp den Bundestruppen die belagerte Festung Hohentübingen kampflos übergab – wie sein Bruder Sebastian von Nippenburg die Burg Weinsberg – und Verhandlungen aufnahm, verzieh ihm der geflohene Herzog Ulrich allerdings nie und stellte den 1526 verstorbenen Landhofmeister nach seiner Rückkehr 1534 dafür als Verräter an den Pranger.
Bis dahin waren die Nippenburger auf dem Höhepunkt ihrer wirtschaftlichen und politischen Macht. Dass ein Großteil der Familie und insbesondere diejenigen, die als Pfarrer wirkten, sich nach 1534 gegen die Reformation stemmten, ließ ihren Einfluss weiter schwinden. Zwei mutmaßliche Brüder Philipps hatten geistliche Karriere gemacht: Um 1500 war Christoph von Nippenburg († 1503) Propst und Abt des Klosters Odenheim; außerdem Propst in Bruchsal. Friedrich von Nippenburg wurde Propst des Kollegiatstifts „St. Trinitatis ac Omnium Sanctorum“ in Speyer und damit Archidiakon im Archidiakonat Trinitatis der Diözese Speyer, zu dem auch das heimische Landkapitel Grüningen gehörte. Ein dritter Bruder, Lorenz von Nippenburg († 1518), war Pfarrer in Schwieberdingen. Wolf von Nippenburg war 1508 „Canonicus“ in Bruchsal.

### Nippenburgerinnen im Kloster Seebach bei Dürkheim
Elisabeth von Nippenburg, eine erfahrene Konventualin des Klosters Frauenalb (Nordschwarzwald), wurde 1520/21 auf Anraten des Generalvikars als Äbtissin im 
Benediktinerinnenkloster Seebach eingesetzt, nachdem der Konvent dort nach einer Seuche stark dezimiert war. Sie übte das Amt bis zu ihrem Tod 1532 aus.
Margaretha von Nippenburg war bis 1563 Priorin, dann bis zur Auflösung des Klosters Äbtissin. 1591 kapitulierte sie vor den kurpfälzischen Übernahmebestrebungen, verließ das Kloster und siedelte nach Speyer über.
Außerdem werden 1532 eine Tochter des Hans von Nippenburg und 1563/64 die beiden Schwestern der Äbtissin Margareta von Nippenburg als Mitglieder des Konvents genannt.
Durch Grabsteine sind Grablegen von Mitgliedern der Familie von Nippenburg in Seebach nachgewiesen, darunter ein aufwändiger Allianzwappen-Grabstein für eine Frau von Nippenburg geb. von Wieland († 1557).

### Erlöschen des Geschlechts

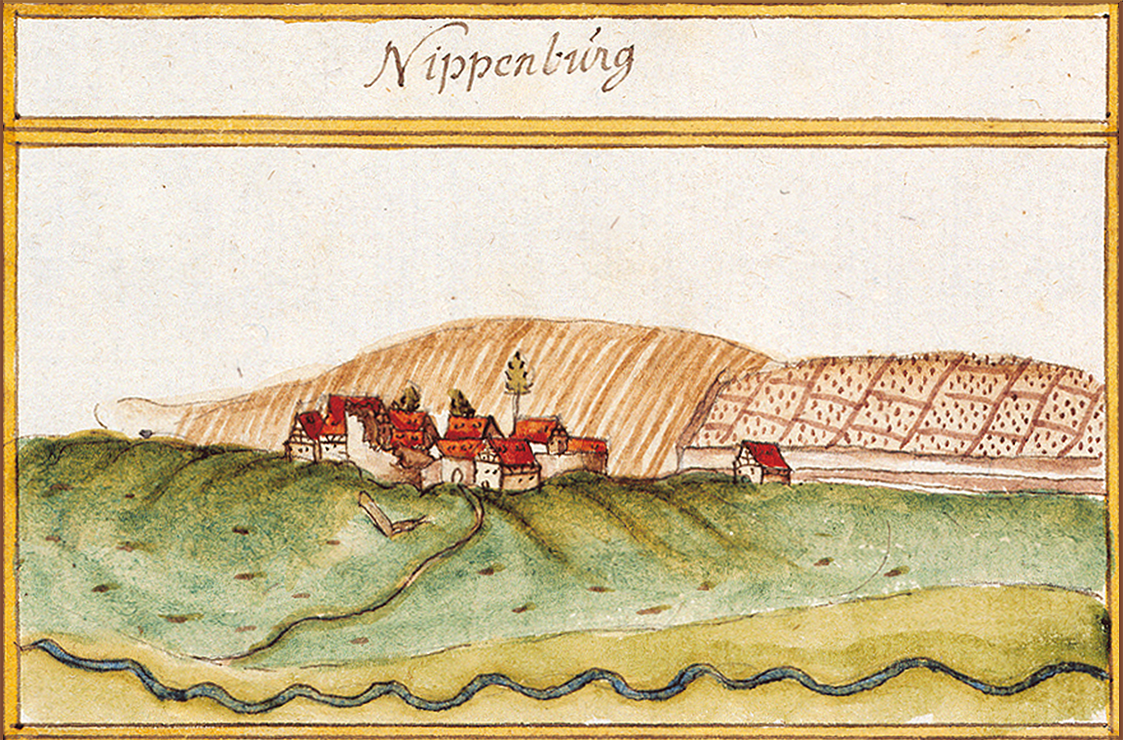
Nippenburg im Forstlagerbuch von 1682

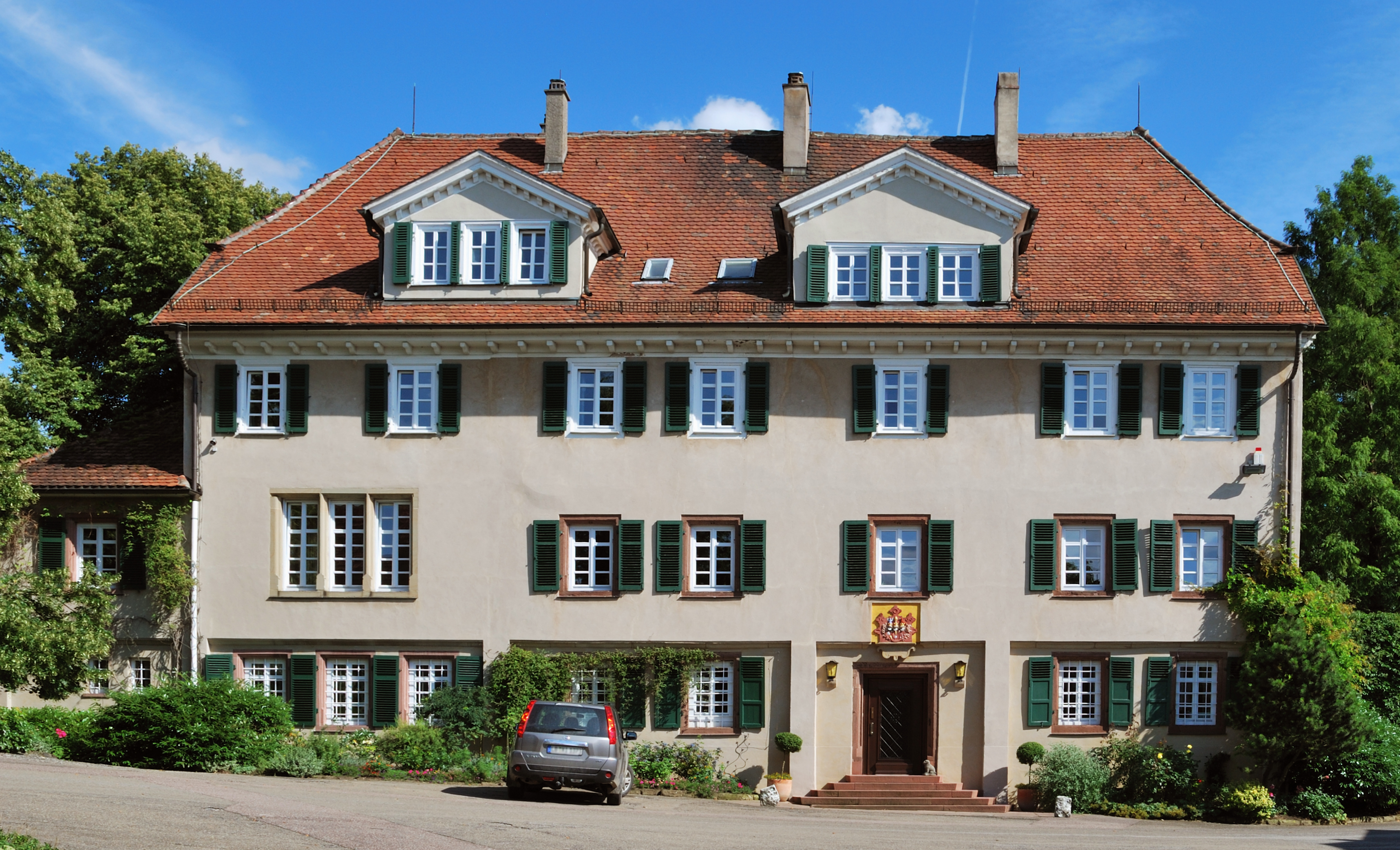
Herrenhaus Schloss Nippenburg (1600 erbaut)

Gegen Ende des 16. Jahrhunderts ist ein Rückgang des nippenburgischen Besitzes zu beobachten. Zurückzuführen ist dies vor allem darauf, dass nach dem Aussterben von Nippenburger Seitenlinien die Ländereien an andere Ritterfamilien vererbt wurden. So beerbten den 1571 verstorbenen Georg von Nippenburg seine vier Töchter, die seinen Besitz in Altwiesloch unter sich aufteilten: Das vordere Schloss (d. h. der Wohnturm der Burg) kam an Katharina von Nippenburg, die mit Hans Georg Schenk von Winterstetten verheiratet war. Das hintere Schloss und die Mühle kamen an Franziska Flora von Nippenburg, die mit Philipp Gans von Otzberg verheiratet war. Weitere Besitzteile gingen an Maria von Nippenburg und Hans Jörg von Frauenburg, die westlich des Schlosses das heutige Bürgerhaus als Herrensitz errichteten, und an Anna von Nippenburg und Wilhelm von Dobeneck, die ihren Sitz im Wieslocher Freihof hatten. Von da an konzentrierte sich der Besitz der Herren von Nippenburg überwiegend um Hemmingen, Schöckingen, Schwieberdingen und Unterriexingen.
Nachdem 1609 mit dem Tod des Erbschenken Wilhelm von Nippenburg der letzte männliche Vertreter dieses Geschlechts am Stammsitz gestorben war, gelangten Burg und Schlossgut Nippenburg 1611 durch die Heirat von Anna Benedikta von Nippenburg und des Freiherrn Johann Heinrich von Stockheim an das Haus Stockheim. Der männliche Stamm der Nippenburger außerhalb Schwieberdingens erlosch 1646 mit dem Tod von Ludwig von Nippenburg und des Erbschenken Gottfried Philipp von Nippenburg, der zugleich Rat des Bischofs von Würzburg und Oberschultheiß der Stadt Würzburg war und keinen männlichen Nachfolger hatte. Das Erbschenkenamt verlieh Herzog Eberhard III. von Württemberg am 15. Mai 1646 an Ferdinand Geizkofler.
Name und Wappen der Nippenburger lebten als Beiname im gräflichen Geschlecht Bissingen-Nippenburg fort, da Johann Friedrich von Bissingen 1646 Kunigunde von Nippenburg geheiratet und dabei das nippenburgische Stammgut übernommen hatte. Der damalige Sitz der „Grafen von Bissingen und Nippenburg“, die Burg Hohenschramberg, wird daher mitunter ebenfalls Nippenburg genannt. Als „die letzte ihres Stammes und Namens“, wie es auf ihrem Grabstein in Böblingen steht, starb „Ursula Margaretha Truchsess von Höfingen, geborene von Nippenburg“ im Jahr 1696.
Durch Friederieke Julianne von Stockheim, die Enkeltochter von Anna Benedikta von Nippenburg, die Burg und Gut Nippenburg 1685 als Mitgift in die Ehe mit Ernst Ludwig Leutrum von Ertingen eingebracht hatte, kam das Anwesen in den Familienbesitz der Grafen Leutrum von Ertingen, die anfangs zusätzlich zu Nippenburg im Namen führten und denen das 1600 erbaute Schloss, das Hofgut und die Ruine bis heute gehören.